# Mézières-sur-Seine
Mézières-sur-Seine là một xã thuộc tỉnh Yvelines, trong vùng Île-de-France, Pháp, cự ly khoảng 8 km về phía đông của Mantes-la-Jolie và 46 km về phía tây của Paris.
Người dân địa phương trong tiếng Pháp gọi là Méziérois.
Mézières-sur-Seine nằm ở tây bắc tỉnh Yvelines, cách quận lỵ 8 km về phía đông.
Các xã giáp ranh: Guerville về phía tây, Épône về phía đông, Boinville-en-Mantois và Goussonville về phía nam. Về phía bắc, sông Seine chia Gargenville, Issou và Porcheville.

## Biến động dân số
| 1793  | 1800  | 1806 | 1821  | 1831 | 1836 | 1841  | 1846 | 1851 |
| ----- | ----- | ---- | ----- | ---- | ---- | ----- | ---- | ---- |
| 1 020 | 1 182 | 997  | 1 028 | 991  | 986  | 1 001 | 994  | 886  |

| 1856 | 1861 | 1866 | 1872 | 1876 | 1881 | 1886 | 1891 | 1896 |
| ---- | ---- | ---- | ---- | ---- | ---- | ---- | ---- | ---- |
| 836  | 862  | 847  | 869  | 870  | 904  | 919  | 921  | 914  |

| 1901 | 1906 | 1911 | 1921 | 1926  | 1931  | 1936  | 1946  | 1954  |
| ---- | ---- | ---- | ---- | ----- | ----- | ----- | ----- | ----- |
| 924  | 909  | 894  | 867  | 1 041 | 1 084 | 1 105 | 1 105 | 1 291 |

| 1962                                         | 1968  | 1975  | 1982  | 1990  | 1999  | - | - | - |
| -------------------------------------------- | ----- | ----- | ----- | ----- | ----- | - | - | - |
| 1 617                                        | 1 771 | 1 968 | 2 124 | 2 726 | 3 341 | - | - | - |
| Số liệu kể từ 1962 : dân số không tính trùng |       |       |       |       |       |   |   |   |

## Hành chính
| Danh sách các thị trưởng |           |                  |      |         |
| Giai đoạn                | Giai đoạn | Tên              | Đảng | Tư cách |
| 1989                     | 2008      | Pierre Blévin    | PS   |         |
| 1951                     | 1989      | Maurice Fricotté |      |         |
| 1945                     | 1951      | Antoine Ségalat  |      |         |
| Bản mẫu:Boîte déroulante |           |                  |      |         |